# Черняковский сельский округ
Черняко́вский се́льский окру́г (каз. Черняков ауылдық округі) — упразднённая административная единица, входившая в состав Аккольского района Акмолинской области Казахстана. 
Административный центр — село Кырыккудык.

## История
В 1989 году существовал как — Черняховский сельсовет (сёла Черняховское, Баскудык) в составе Селетинского района.
В периоде 1991—1998 годов:
- Черняховский сельсовет был преобразован в сельский округ в соответствии с реформами административно-территориального устройства Республики Казахстан;
- село Черняховское было переименовано в село Кырыккудык;
- село Баскудык было упразднено — в связи с этим, согласно закону Республики Казахстан касаемо административно-территориального устройства, Черняковский сельский округ был преобразован (упразднён) и переведён в категорию села Кырыккудык с образованием отдельного административно-территориального образования (сельского акимата) «Село Кырыккудык» на базе Черняковского сельского округа соответственно.
- после упразднения в 1997 году Указом Президента Республики Казахстан от 28 февраля 1997 года № 3370 Селетинского района — сельский округ был передан в административное подчинение Алексеевскому району (позже переименованный в — Аккольский район Указом Президента Республики Казахстан от 14 ноября 1997 года № 3759 «О переименовании отдельных административно-территориальных единиц Акмолинской области и изменении их транскрипции»).

Постановлением акимата Акмолинской области от 11 апреля 2013 года № А-3/149 и решением Акмолинского областного маслихата от 11 апреля 2013 года № 5С-12-3 «Об изменении административно-территориального устройства города Степногорск, Аккольского, Ерейментауского и Шортандинского районов Акмолинской области» (зарегистрированное Департаментом юстиции Акмолинской области 24 апреля 2013 года № 3708):
- село Кырыккудык было передано в административное подчинение Степногорской городской администрации;
- территория ранее находившаяся в административных границах села (105698 гектаров) — была включена в территорию Жалгызкарагайского сельского округа.

## Населения
| Численность населения | Численность населения | Численность населения |
| 1989                  | 1999                  | 2009                  |
| --------------------- | --------------------- | --------------------- |
| 1365                  | ↘888                  | ↘567                  |

## Состав
| № | Населённый пункт | Тип населённого пункта       | Население, 1989 | Население, 1999 | Население, 2009 |
| - | ---------------- | ---------------------------- | --------------- | --------------- | --------------- |
| 1 | Баскудык         | село, упразднено             | 124             | -               | -               |
| 2 | Кырыккудык       | село, административный центр | 1 241           | 888             | 567             |